# Шейдеман, Генрих
Генрих Ше́йдеман (нем. Heinrich Scheidemann, 1595, Вёрден, Гольштейн — 1663, Гамбург) — немецкий композитор, органист и клавесинист.

## Биография
Сын органиста Давида Шейдемана, работавшего в Вёрдене и с 1604 Гамбурге (Собор Святой Екатерины), от которого и получил первые уроки музыки. В 1611—1614 годах вместе со своим другом Я. Преториусом-младшим учился в Амстердаме у Я. П. Свелинка на грант Собора Св. Екатерины. Предпосылками этого гранта было желание основных церквей Гамбурга обучать будущих органистов у Свелинка. Был одним из любимых учеников композитора, который посвятил ему один из канонов.
В 1629 году наследовал своему отцу как главный органист Собора Св. Екатерины. Место это занимал до самой своей смерти. Шейдеман завоевал репутацию среди всех музыкантов города и славился как органный мастер. Именно он проверял и принимал многие органы Северной Германии. Самым значительным его учеником был И. А. Рейнкен.

## Творчество
Генрих Шейдеман — крупный представитель Северонемецкой органной школы, сочетавшей стиль Свелинка с элементами северонемецкой барочной традиции. Является одним из самых значимых северонемецких композиторов XVII века. В отличие от таких барочных композиторов, как М. Преториус, С. Шейдт, И. Г. Шeйн, которые работали во многих жанрах, писал почти исключительно для органа. Всего сохранилось более 80 органных композиций, среди которых хоральные прелюдии («преамбулы»), хоральные фантазии (самая крупная — «Jesus Christus, unser Heiland»), интабуляции мотетов других композиторов (семь — Орландо Лассо, три — Х. Л. Хасслера, по одному Иеронима Преториуса и Джованни Бассано). Особое место занимают органные «Магнификаты» во всех восьми тонах: они «стандартно» состоят из четырёх частей, в которых изобретательно разрабатывается псалмоподобная мелодия магнификата (выступающая в функции cantus firmus). Исследователи предполагают, что части органного магнификата (которые ныне исполняются как инструментальный «цикл») во время богослужения вставлялись между стихами вокального магнификата, наподобие органных версетов.
В музыке для клавесина (всего более 20 пьес, преимущественно светских танцев — аллеманды, куранты, balletti и др.) значительно влияние английских вирджиналистов, с одной стороны, и техники вариаций Свелинка, с другой. Примером может служить гальярда (в оригинале Galliarda ex D), где после изложения темы следуют весьма изобретательные и виртуозные вариации.
Сохранились также 34 обработки лютеранских духовных песен для голоса и basso continuo (нецифрованного), опубликованные в сборниках Иоганна Риста в 1651 и 1658 гг.
Сочинения Шейдемана в XXI веке принято идентифицировать по каталогу П. Дирксена (2007), используемое сокращение — WV.

## Избранные сочинения

### для органа
- Магнификат первого тона
- Магнификат второго тона
- Магнификат третьего тона
- Магнификат четвёртого тона
- Магнификат пятого тона
- Магнификат шестого тона
- Магнификат седьмого тона
- Магнификат восьмого тона
- Хоральная фантазия «Jesus Christus, unser Heiland»
- Хоральная прелюдия «Christ lag in Todesbanden»
- Хоральная прелюдия «Erbarm dich mein»
- Хоральная прелюдия «Aus tiefer Not schrei ich zu dir»
- Хоральная прелюдия «Vater unser im Himmelreich» (3 пьесы)
- 12 прелюдий (Praeambula): C-dur, G-dur, d-moll etc.
- Фуга d-moll
- Канцона G-dur
- Токката G-dur
- Angelus ad pastores ait (интабуляция мотета Лассо)
- Verbum caro factum est (интабуляция мотета Хасслера)
- Dixit Maria ad angelum (интабуляция мотета)
- Benedicam Dominum in omni tempore (интабуляция мотета)
- Surrexit pastor bonus (интабуляция мотета Лассо)

### для клавесина
- 5 аллеманд
- 2 balletti (WV 111…)
- 12 курант
- Гальярда с вариациями (Galliarda ex D)
- Mascherata[4] (2 пьесы)

## Издания сочинений
- Orgelwerke 1. Choralbearbeitungen, hrsg. v. Gustav Fock. 7. Auflage. Kassel: Bärenreiter, 2006.
- Orgelwerke 2. Magnificat-Bearbeitungenhrsg. v. Gustav Fock. 3. Auflage. Kassel: Bärenreiter, 2006.